# Nati il 24 luglio
| Questa pagina contiene informazioni ricavate automaticamente dalle voci biografiche con l'ausilio del template Bio e di un bot. L'aggiornamento è periodico e automatico e ricostruisce completamente la pagina. Se manca una persona in questa lista, sei pregato di non aggiungerla, ma accertati piuttosto che la sua voce biografica contenga il template Bio e che i dati anagrafici siano correttamente compilati. Se il template Bio manca, inseriscilo tu stesso o, in alternativa, metti l'avviso {{tmp\|Bio}} che ne segnala la mancanza. Se i dati riportati sono sbagliati, correggi direttamente la voce biografica; le modifiche saranno visibili in questa lista entro pochi giorni. Per chiarimenti vedi il progetto biografie. La lista contiene solo le 1.126 persone che sono citate nell'enciclopedia e per le quali è stato implementato correttamente il template Bio. Pagina aggiornata al 17 ago 2025. |

## XI secolo(1)
- 1046 - Jimena Díaz, nobile spagnola († 1116)

## XV secolo(3)
- 1462 - Giovanni Manardo, medico, botanico e umanista italiano († 1536)
- 1468 - Caterina di Sassonia, nobile tedesca († 1524)
- 1474 - Angelo Colocci, vescovo cattolico italiano († 1549)

## XVI secolo(5)
- 1529 - Carlo II di Baden-Durlach, nobile tedesco († 1577)
- 1536 - Giacomo Contarini, nobile italiano († 1595)
- 1561 - Anna Maria del Palatinato-Simmern, nobile tedesca († 1589)
- 1574 - Thomas Platter il Giovane, medico svizzero († 1628)
- 1594 - Mario II Sforza di Santa Fiora, nobile italiano († 1658)

## XVII secolo(12)
- 1621 - Jan Andrzej Morsztyn, poeta e scrittore polacco († 1693)
- 1623 - Giuseppe Vittorio Alberti d'Enno, vescovo cattolico italiano († 1695)
- 1646 - Madeleine Boullogne, pittrice francese († 1710)
- 1657 - Jean-Mathieu de Chazelles, cartografo e astronomo francese († 1710)
- 1660 - Charles Talbot, I duca di Shrewsbury, politico e diplomatico inglese († 1718)
- 1663 - Emilio Giacomo Cavalieri, vescovo cattolico italiano († 1726)
- 1665 - Giovanni Giorgio II di Sassonia-Eisenach, nobile tedesco († 1698)
- 1679 - Philipp Gerlach, architetto tedesco († 1748)
- 1686 - Benedetto Marcello, compositore, poeta e scrittore italiano († 1739)
- 1689 - Guglielmo, duca di Gloucester, nobile britannico († 1700)
- 1690 - Marino Bozzatini, vescovo cattolico italiano († 1754)
- 1691 - Harry Powlett, IV duca di Bolton, politico inglese († 1759)

## XVIII secolo(23)
- 1718 - Giovanni Giuseppe Origlia Paolino, giurista, storico e filosofo italiano
- 1720 - Luisa Ulrica di Prussia, nobile svedese († 1782)
- 1724 - Charles Joseph de Villers, naturalista e entomologo francese († 1810)
- 1725 - John Newton, marinaio, presbitero e attivista inglese († 1807)
- 1731 - Louis Claude Cadet de Gassicourt, chimico e farmacista francese († 1799)
- 1737 - Alexander Dalrymple, geografo, cartografo e esploratore britannico († 1808)
- 1738 - Betje Wolff, scrittrice olandese († 1804)
- 1742 - Giocondo Albertolli, architetto, decoratore e docente svizzero († 1839)
- 1754 - Antonio Bonazzi, violinista, direttore d'orchestra e compositore italiano († 1802)
- 1757 - Vladimir Lukič Borovikovskij, pittore russo († 1825)
- 1766 - Franz Xaver Niemetschek, filosofo e critico musicale boemo († 1849)
- 1775 - Elisabetta Tëmkina, nobildonna russa († 1854)
- 1775 - Eugène-François Vidocq, investigatore e criminale francese († 1857)
- 1782 - John Fox Burgoyne, generale britannico († 1871)
- 1782 - Marco Antonio Trefogli, pittore e stuccatore svizzero († 1854)
- 1783 - Simón Bolívar, generale, patriota e rivoluzionario venezuelano († 1830)
- 1783 - Frédéric de Lafresnaye, ornitologo francese († 1841)
- 1794 - Leopoldo Curci, medico e poeta italiano († 1879)
- 1796 - Giorgio di Sassonia-Altenburg, duca († 1853)
- 1796 - John Middleton Clayton, politico e avvocato statunitense († 1856)
- 1798 - Antonio Bresciani, gesuita e letterato italiano († 1862)
- 1798 - John Adams Dix, politico e generale statunitense († 1879)
- 1800 - Henry Shaw, filantropo e botanico britannico († 1889)

## XIX secolo(166)
- 1801 - Ferdinand Dalberg-Acton, nobile britannico († 1837)
- 1802 - Alexandre Dumas padre, scrittore e drammaturgo francese († 1870)
- 1803 - Adolphe-Charles Adam, compositore e critico musicale francese († 1856)
- 1803 - Vincenzo Maria Marolda, vescovo cattolico italiano († 1854)
- 1803 - Francesco Ronchi, magistrato e giurista italiano († 1878)
- 1806 - Domenico Cucchiari, generale e politico italiano († 1900)
- 1807 - Ira Aldridge, attore teatrale statunitense († 1867)
- 1808 - Gioacchino Maglioni, compositore, organista e pianista italiano († 1888)
- 1811 - William Brady, politico statunitense († 1870)
- 1812 - Christopher Edmund Broome, micologo inglese († 1886)
- 1812 - Michelangelo Console, botanico italiano († 1897)
- 1812 - Enrico Poggi, magistrato e politico italiano († 1890)
- 1814 - Walter Copland Perry, storico e avvocato britannico († 1911)
- 1814 - Paolo Onorato Vigliani, magistrato e politico italiano († 1900)
- 1815 - Arnaud Michel d'Abbadie, esploratore francese († 1893)
- 1815 - Vincenzo Leone Sallua, arcivescovo cattolico italiano († 1896)
- 1817 - Adolfo di Lussemburgo, sovrano († 1905)
- 1818 - Achille Carrillo, pittore italiano († 1880)
- 1818 - Félix Godefroid, arpista belga († 1897)
- 1821 - Troiano De Filippis Delfico, politico italiano († 1908)
- 1821 - Pietro Inviti, patriota, militare e politico italiano († 1907)
- 1821 - William Poole, politico e criminale statunitense († 1855)
- 1824 - Giuseppe Franzi, politico e avvocato italiano († 1893)
- 1824 - Giuseppe Garzoni, politico italiano († 1899)
- 1825 - Luigi Maria Monti, religioso italiano († 1900)
- 1827 - Francisco Solano López, generale e politico paraguaiano († 1870)
- 1828 - Nikolaj Gavrilovič Černyševskij, filosofo, scrittore e lessicografo russo († 1889)
- 1829 - Luigi Raffaele Macry, politico italiano († 1897)
- 1830 - Ferdinando Cartellieri, patriota italiano († 1859)
- 1830 - Ignazio Greco, architetto italiano († 1910)
- 1831 - Fernando Primo de Rivera, generale e politico spagnolo († 1921)
- 1832 - Giovanni Jatta, poeta, archeologo e patriota italiano († 1895)
- 1834 - Antonio de Reali, politico italiano († 1887)
- 1836 - Evelyn Ashley, politico inglese († 1907)
- 1836 - Carl Ludwig von Bar, avvocato e giurista tedesco († 1913)
- 1836 - Jan Gotlib Bloch, banchiere polacco († 1902)
- 1836 - Enrico Martuscelli, magistrato, funzionario e politico italiano († 1917)
- 1839 - Beatrice Speraz, scrittrice italiana († 1923)
- 1840 - Abraham Goldfaden, drammaturgo russo († 1908)
- 1840 - Benedetto Ponticelli, patriota e politico italiano († 1899)
- 1842 - Antonina Ivanovna Abarinova, mezzosoprano, contralto e attrice teatrale russa († 1901)
- 1842 - Domenico Vallino, alpinista e fotografo italiano († 1913)
- 1843 - Eugenio de Blaas, pittore italiano († 1931)
- 1843 - William de Wiveleslie Abney, scienziato e fotografo inglese († 1920)
- 1845 - Jean Camille Formigé, architetto francese († 1926)
- 1847 - Evelyn Boscawen, VII visconte Falmouth, nobile e generale inglese († 1918)
- 1848 - Francisco Pradilla, pittore spagnolo († 1921)
- 1849 - Arturo Mélida, scultore spagnolo († 1902)
- 1851 - Michail Pomorcev, militare, ingegnere e meteorologo russo († 1916)
- 1851 - Friedrich Schottky, matematico tedesco († 1935)
- 1852 - Leonardo Fea, pittore, zoologo e esploratore italiano († 1903)
- 1853 - Henri-Alexandre Deslandres, astronomo francese († 1948)
- 1853 - Camillo Guidi, ingegnere italiano († 1941)
- 1853 - Alessandro Parisotti, compositore e critico musicale italiano († 1913)
- 1854 - Konstantin Jireček, storico ceco († 1918)
- 1854 - Guy Le Strange, orientalista britannico († 1933)
- 1855 - René Basset, orientalista francese († 1924)
- 1856 - Émile Picard, matematico francese († 1941)
- 1856 - Francisco Soca, medico e politico uruguaiano († 1922)
- 1857 - Juan Vicente Gómez, generale e politico venezuelano († 1935)
- 1857 - Gotō Shinpei, politico giapponese († 1929)
- 1857 - Henrik Pontoppidan, scrittore danese († 1943)
- 1858 - Mario Pasquale Costa, compositore italiano († 1933)
- 1858 - Wolfgang Kapp, giornalista e politico tedesco († 1922)
- 1859 - Pietro Bertolini, politico italiano († 1920)
- 1860 - Charles Achard, medico francese († 1944)
- 1860 - Alfons Mucha, pittore, scultore e pubblicitario ceco († 1939)
- 1860 - Paolo Pizzetti, geodeta, astronomo e geofisico italiano († 1918)
- 1860 - Magnus Schjerfbeck, architetto finlandese († 1933)
- 1860 - Carlotta di Prussia, principessa prussiana († 1919)
- 1861 - Elkan Nathan Adler, storico e avvocato britannico († 1946)
- 1861 - Francesco Campolongo, magistrato e politico italiano († 1942)
- 1861 - Domenico Andrea Spada, politico italiano († 1938)
- 1863 - Tommy McCarthy, giocatore di baseball statunitense († 1922)
- 1864 - Frank Wedekind, drammaturgo, attore teatrale e poeta tedesco († 1918)
- 1866 - Ermenegildo Agazzi, pittore italiano († 1945)
- 1866 - Heinrich Albrecht, batteriologo austriaco († 1922)
- 1866 - Mary Bartelme, giudice e avvocato statunitense († 1954)
- 1867 - Edward Frederic Benson, scrittore inglese († 1940)
- 1867 - Adolf Gärtner, regista tedesco († 1937)
- 1867 - André Kauffer, orafo francese († 1937)
- 1867 - Vincenzo Rinaldo, architetto e designer italiano († 1927)
- 1869 - Mario Borgoni, pittore e illustratore italiano
- 1869 - Julius Dorpmüller, politico tedesco († 1945)
- 1869 - Giovanni Maria Mataloni, pubblicitario e illustratore italiano († 1944)
- 1869 - Peter Witt, politico statunitense († 1948)
- 1870 - Ronald William Graham, diplomatico inglese († 1949)
- 1870 - Harry Storer Sr., calciatore e crickettista inglese († 1908)
- 1870 - Alphonsus de Guimaraens, poeta brasiliano († 1921)
- 1871 - Francesco Giusti del Giardino, ingegnere, imprenditore e politico italiano († 1945)
- 1872 - Christian Garnier, geografo francese († 1898)
- 1874 - Eugenio Guerrieri, astronomo italiano († 1957)
- 1874 - Hermann Wilker, canottiere tedesco († 1941)
- 1875 - Jean Chastanié, siepista e mezzofondista francese († 1948)
- 1876 - Alessandro Amerio, fisico italiano († 1965)
- 1876 - Julius Peter Heil, politico e imprenditore tedesco († 1949)
- 1876 - Henry Innes-Ker, VIII duca di Roxburghe, nobile scozzese († 1932)
- 1876 - Jean Webster, scrittrice statunitense († 1916)
- 1877 - Pietro Rabbia, ceramista italiano († 1948)
- 1877 - Calogero Vizzini, mafioso italiano († 1954)
- 1878 - Lord Dunsany, scrittore e drammaturgo irlandese († 1957)
- 1878 - Louisa Jordan, infermiera scozzese († 1915)
- 1878 - Arthur Wallis Myers, giornalista e tennista britannico († 1939)
- 1878 - Basil Ruysdael, attore e basso-baritono statunitense († 1960)
- 1878 - Behbud xan Cavanşir, politico e diplomatico azero († 1921)
- 1879 - Camillo Bregant, generale austriaco († 1956)
- 1879 - John Nicholas, calciatore britannico († 1929)
- 1879 - Roberto Roberti, regista e attore italiano († 1959)
- 1880 - Ernest Bloch, compositore e violinista svizzero († 1959)
- 1880 - Cesare Giarratano, filologo classico e latinista italiano († 1953)
- 1881 - Marc McDermott, attore australiano († 1929)
- 1881 - Ol'ga Ivanovna Preobraženskaja, attrice e regista sovietica († 1971)
- 1882 - Gaston Hulin, politico francese († 1944)
- 1882 - Otto Noll, calciatore austriaco († 1922)
- 1883 - Clarence Childs, martellista statunitense († 1960)
- 1883 - Umberto Farri, politico italiano († 1946)
- 1883 - Katia Pringsheim, tedesca († 1980)
- 1884 - Maria Caserini, attrice italiana († 1969)
- 1884 - Friedrich Gerhard, cavaliere tedesco († 1950)
- 1884 - Yoshitoshi Tokugawa, generale e aviatore giapponese († 1963)
- 1885 - Pietro Gallinotti, liutaio italiano († 1979)
- 1885 - Paul von Hase, generale tedesco († 1944)
- 1885 - Vittorio Sogno, generale e agente segreto italiano († 1971)
- 1886 - Decio Pettoello, anglista e antifascista italiano († 1984)
- 1886 - Jun'ichirō Tanizaki, scrittore giapponese († 1965)
- 1887 - Gerard Bosch van Drakestein, pistard olandese († 1972)
- 1888 - Johan Axel Eriksson, architetto e inventore svedese († 1961)
- 1888 - Theophil Henry Hildebrandt, matematico statunitense († 1980)
- 1888 - Frank McDonald, giocatore di curling canadese († 1971)
- 1888 - Giacomo Strizzi, poeta italiano († 1961)
- 1889 - Ādolfs Bļodnieks, politico lettone († 1962)
- 1889 - Murray Kinnell, attore britannico († 1954)
- 1889 - Agnes Meyer Driscoll, crittografa statunitense († 1971)
- 1890 - Leo Santifaller, storico austriaco († 1974)
- 1890 - Guilherme de Almeida, poeta brasiliano († 1969)
- 1891 - Tell Berna, mezzofondista statunitense († 1975)
- 1891 - Joseph Meile, vescovo cattolico svizzero († 1957)
- 1892 - Alice Ball, chimica statunitense († 1916)
- 1892 - Rina De Liguoro, pianista e attrice cinematografica italiana († 1966)
- 1892 - Claudio Ermelli, attore italiano († 1964)
- 1892 - Domenico Furnò, paroliere italiano († 1983)
- 1892 - Marcel Gromaire, pittore francese († 1971)
- 1893 - Robert Reboul, ciclista su strada belga († 1969)
- 1894 - Magda Julin, pattinatrice artistica su ghiaccio svedese († 1990)
- 1894 - Kenneth Claiborne Royall, generale e politico statunitense († 1971)
- 1895 - Robert Graves, poeta, saggista e romanziere britannico († 1985)
- 1895 - Natale Palli, militare e aviatore italiano († 1919)
- 1895 - Udo von Woyrsch, generale tedesco († 1983)
- 1896 - Yang Xianzhen, politico cinese († 1992)
- 1897 - Alberto Francesco d'Asburgo-Teschen, nobile († 1955)
- 1897 - Amelia Earhart, aviatrice statunitense
- 1897 - Enzo Petito, attore italiano († 1967)
- 1898 - Giuseppe Alberganti, operaio, sindacalista e antifascista italiano († 1980)
- 1898 - Bernard B. Brown, compositore statunitense († 1981)
- 1898 - Bjarne Olsen, calciatore norvegese († 1976)
- 1898 - Ferdinando Pierazzi, politico italiano († 1937)
- 1899 - Chief Dan George, attore canadese († 1981)
- 1899 - Emil Tichay, calciatore cecoslovacco
- 1900 - Zoltán Bay, fisico e inventore ungherese († 1992)
- 1900 - Andrea Bonifacio, calciatore italiano († 1970)
- 1900 - Maurice Dobb, economista inglese († 1976)
- 1900 - Franz Künstler, militare tedesco († 2008)
- 1900 - Émile Auguste Ouchard, archettaio francese († 1969)
- 1900 - Zelda Sayre Fitzgerald, scrittrice, pittrice e socialite statunitense († 1948)
- 1900 - Alice Terry, attrice statunitense († 1987)
- 1900 - Joseph Valentine, direttore della fotografia statunitense († 1949)

## XX secolo(882)
- 1901 - Mabel Albertson, attrice statunitense († 1982)
- 1901 - Igor' Vladimirovič Il'inskij, attore e regista sovietico († 1987)
- 1901 - Sophie von Hohenberg, nobile austriaca († 1990)
- 1902 - Giuseppe Mancuso, vescovo cattolico italiano († 1978)
- 1902 - Nora Swinburne, attrice britannica († 2000)
- 1902 - Libero Tosi, fotografo e pittore italiano († 1988)
- 1903 - Georg Widmer, calciatore svizzero († 1976)
- 1904 - Leo Arnaud, compositore francese († 1991)
- 1904 - Delmer Daves, regista e sceneggiatore statunitense († 1977)
- 1904 - Miotero Geninetti, partigiano italiano († 1945)
- 1904 - Harry Hasso, attore, direttore della fotografia e regista tedesco († 1984)
- 1904 - Nikolaj Gerasimovič Kuznecov, ammiraglio e politico sovietico († 1974)
- 1904 - Benedetto Lonza, archeologo e storico dell'arte italiano († 1971)
- 1904 - Pierre de Hérain, regista francese († 1972)
- 1905 - João Fantoni, dirigente sportivo, allenatore di calcio e calciatore brasiliano († 1982)
- 1905 - Enrico Forzati, avvocato e militare italiano († 1943)
- 1905 - Ferdinand Kardoš, calciatore cecoslovacco († 1984)
- 1905 - Vasilij Markelovič Pronin, regista cinematografico sovietico († 1966)
- 1905 - Omobono Tenni, pilota motociclistico italiano († 1948)
- 1906 - Gianfranco Comotti, pilota automobilistico italiano († 1963)
- 1906 - Louis François, lottatore francese († 1986)
- 1906 - Giuseppe Grosso, giurista e politico italiano († 1973)
- 1906 - Clemens Wilmenrod, cuoco e attore tedesco († 1967)
- 1906 - Arnaldo Nebbia, calciatore italiano († 1965)
- 1907 - Vitaliano Brancati, scrittore, sceneggiatore e drammaturgo italiano († 1954)
- 1907 - William Chalmers, allenatore di calcio e calciatore scozzese († 1980)
- 1907 - Yogamaharishi Swami Gitananda, filosofo e mistico indiano († 1993)
- 1908 - Blas Roca Calderío, politico cubano († 1987)
- 1908 - Giuseppe Cortese, politico italiano († 1978)
- 1908 - Gastone Martelli, calciatore italiano († 1961)
- 1909 - Sydney Bromley, attore britannico († 1987)
- 1909 - Carlo Cantalamessa, scultore e medaglista italiano († 1982)
- 1909 - Alan Curtis, attore statunitense († 1953)
- 1909 - Enrico Garzelli, canottiere italiano († 1992)
- 1909 - John Haigh, serial killer britannico († 1949)
- 1909 - Stuart Randall, attore statunitense († 1988)
- 1909 - George Saling, ostacolista statunitense († 1933)
- 1909 - Giovanni Sissa, partigiano italiano († 1985)
- 1909 - Carlyle Tapsell, hockeista su prato indiano († 1975)
- 1910 - Ferdinando Amiconi, politico italiano († 1987)
- 1910 - Harry Horner, scenografo e regista austriaco († 1994)
- 1910 - Erwin Sietas, nuotatore tedesco († 1989)
- 1911 - Giovanni Arosio, calciatore italiano
- 1911 - Ludwig Schuberth, pallamanista austriaco († 1989)
- 1912 - Giuseppe Fiammenghi, calciatore italiano
- 1912 - Kurt Hager, politico e giornalista tedesco († 1998)
- 1913 - Britton Chance, velista e chimico statunitense († 2010)
- 1913 - Enrico Mollo, ciclista su strada italiano († 1992)
- 1913 - Pino Romualdi, politico e giornalista italiano († 1988)
- 1914 - Robert Emhardt, attore statunitense († 1994)
- 1914 - Luigi Ferri, giurista italiano († 2008)
- 1914 - Pietro Pacifico Gamondi, medico italiano († 1993)
- 1914 - Edwin Knox, pallanuotista statunitense († 2004)
- 1914 - Walter Kutschmann, militare tedesco († 1986)
- 1914 - Riccardo Malipiero, compositore italiano († 2003)
- 1914 - Frances Oldham Kelsey, farmacologa canadese († 2015)
- 1914 - Frank Silvera, attore statunitense († 1970)
- 1915 - Hillel Kook, politico e attivista lituano († 2001)
- 1915 - Giovanni Lombardo, dirigente d'azienda italiano († 2018)
- 1915 - Günther Schwägermann, militare tedesco
- 1916 - Eva Colombo, partigiana italiana († 2004)
- 1916 - Julien Heernaert, ciclista su strada belga († 2012)
- 1916 - John D. MacDonald, scrittore statunitense († 1986)
- 1917 - Henri Betti, compositore e pianista francese († 2005)
- 1917 - José Compagnucci, calciatore e allenatore di calcio argentino († 2009)
- 1917 - Ru den Hamer, pallanuotista olandese († 1988)
- 1917 - Tetjana Nylyvna Jablons'ka, pittrice ucraina († 2005)
- 1917 - Frank Sachse, cestista statunitense († 1989)
- 1917 - Simon Slåttvik, combinatista nordico norvegese († 2001)
- 1918 - Humaira Begum, regina († 2002)
- 1918 - Don Eliason, cestista e giocatore di football americano statunitense († 2003)
- 1918 - Ruggiero Ricci, violinista statunitense († 2012)
- 1919 - Todor Dinov, animatore e regista bulgaro († 2004)
- 1919 - Ferdi Kübler, ciclista su strada e pistard svizzero († 2016)
- 1919 - Peter Zinner, montatore, regista e produttore cinematografico austriaco († 2007)
- 1919 - Giuseppe Šebesta, scrittore, artista e etnografo italiano († 2005)
- 1920 - Bella Abzug, attivista e politica statunitense († 1998)
- 1920 - Luciano Agosti, calciatore italiano († 2005)
- 1920 - Arthur Boyd, pittore australiano († 1999)
- 1920 - Constance Dowling, attrice statunitense († 1969)
- 1920 - Sherwood Egbert, imprenditore statunitense († 1969)
- 1920 - Frank Fucarino, cestista statunitense († 2012)
- 1920 - Josef Hiršal, poeta e romanziere ceco († 2003)
- 1920 - Lode Poels, ciclista su strada e ciclocrossista belga († 2012)
- 1920 - Rouben Ter-Arutunian, costumista e scenografo georgiano († 1992)
- 1920 - Karl Zanon, politico e agronomo italiano († 1992)
- 1920 - Stanisław Żurakowski, militare e storico polacco († 2023)
- 1921 - Varese Antoni, politico italiano († 2008)
- 1921 - Giuseppe Di Stefano, tenore italiano († 2008)
- 1921 - Santiago Kelly, calciatore argentino
- 1921 - Billy Taylor, pianista e compositore statunitense († 2010)
- 1922 - Harry Boykoff, cestista statunitense († 2001)
- 1922 - Edoardo Catellani, politico italiano († 2018)
- 1922 - Maria Eletta Martini, politica e insegnante italiana († 2011)
- 1922 - Arturo Mario Zambrino, politico italiano († 2010)
- 1923 - Richard Gregory, psicologo e neuroscienziato britannico († 2010)
- 1923 - Cristina Hurtado, cestista messicana († 2010)
- 1923 - George Mallet, politico santaluciano († 2010)
- 1923 - Albert Vanhoye, cardinale francese († 2021)
- 1923 - William Weaver, traduttore e saggista statunitense († 2013)
- 1924 - Janine Charrat, ballerina e coreografa francese († 2017)
- 1924 - John Hansen, calciatore e allenatore di calcio danese († 1990)
- 1924 - Yosef Mirmovich, calciatore e allenatore di calcio israeliano († 2011)
- 1924 - Kees van der Tuijn, calciatore olandese († 1974)
- 1925 - Adele Addison, soprano statunitense
- 1925 - Ignacio Aldecoa, scrittore spagnolo († 1969)
- 1925 - Luciano Benevene, cantante italiano († 2002)
- 1926 - Antonio Mura, poeta e scrittore italiano († 1975)
- 1926 - Virgil Trofin, politico rumeno († 1984)
- 1926 - Margreth Weivers, attrice svedese († 2021)
- 1926 - Hans Günter Winkler, cavaliere tedesco († 2018)
- 1926 - Gaspare De Fiore, architetto, pittore e fumettista italiano († 2011)
- 1927 - Robert Boutigny, canoista francese († 2022)
- 1927 - X Brands, attore e stuntman statunitense († 2000)
- 1927 - Robert Rosenblum, storico dell'arte statunitense († 2006)
- 1928 - Michael Currie, attore statunitense († 2009)
- 1928 - Griselda Gambaro, scrittrice argentina
- 1928 - Dennis Stock, fotografo e giornalista statunitense († 2010)
- 1928 - Ivan Štraus, architetto bosniaco († 2018)
- 1929 - Marie Ciocca, statunitense († 1968)
- 1929 - Arcangelo Leone de Castris, critico letterario italiano († 2010)
- 1929 - Salvatore Meleleo, politico e medico italiano († 2018)
- 1929 - Paolo Paoloni, attore e regista teatrale italiano († 2019)
- 1929 - Peter Yates, regista e produttore cinematografico inglese († 2011)
- 1930 - Paul Bairoch, storico e economista belga († 1999)
- 1930 - Ezio Bicocca, ciclista su strada italiano († 2019)
- 1930 - Jacqueline Brookes, attrice statunitense († 2013)
- 1930 - Gianni Clerici, tennista, giornalista e scrittore italiano († 2022)
- 1930 - Eduardo Manchón, calciatore spagnolo († 2010)
- 1931 - Colin Campbell, geologo britannico († 2022)
- 1931 - Raymond Cosby, calciatore maltese († 2013)
- 1931 - André Giamarchi, allenatore di calcio e calciatore francese († 2012)
- 1931 - Marianne Lundquist, nuotatrice svedese († 2020)
- 1931 - Chuck Noble, cestista statunitense († 2011)
- 1931 - Ermanno Olmi, regista, sceneggiatore e produttore cinematografico italiano († 2018)
- 1931 - Alberto Orzan, calciatore italiano († 2022)
- 1931 - Éric Tabarly, navigatore, velista e militare francese († 1998)
- 1931 - Adelio Terraroli, politico italiano († 2021)
- 1932 - Giuseppe Candurra, calciatore italiano († 2020)
- 1932 - Achille Canna, ex cestista italiano
- 1932 - Franz Schmedt, giornalista tedesco († 2022)
- 1932 - Gustav Andreas Tammann, astronomo tedesco († 2019)
- 1933 - John Aniston, attore greco († 2022)
- 1933 - Ladislav Bačík, nuotatore e pallanuotista cecoslovacco († 2016)
- 1933 - Gabriella Chioma, giornalista e scrittrice italiana
- 1933 - Jerzy Harasymowicz, poeta polacco († 1999)
- 1933 - Francisco Yegros, cestista paraguaiano († 1995)
- 1934 - Willie Davis, giocatore di football americano statunitense († 2020)
- 1934 - Horst Floth, bobbista tedesco († 2005)
- 1934 - Guido Nicheli, attore e comico italiano († 2007)
- 1934 - Geertje Wielema, nuotatrice olandese († 2009)
- 1935 - Gustavo Bendlin, cestista paraguaiano († 1972)
- 1935 - Luisella Boni, attrice italiana
- 1935 - Aaron Elkins, scrittore statunitense
- 1935 - Gianna Giachetti, attrice italiana
- 1935 - Mel Ramos, artista statunitense († 2018)
- 1935 - Giuseppe Virgili, calciatore e allenatore di calcio italiano († 2016)
- 1935 - Władysław Zieliński, ex canoista polacco
- 1936 - Arthur Brauss, attore e doppiatore tedesco
- 1936 - Ruth Buzzi, attrice, comica e cantante statunitense († 2025)
- 1936 - Salvatore Giannone, velocista italiano († 2024)
- 1936 - Mark Goddard, attore statunitense († 2023)
- 1936 - Dan Inosanto, artista marziale statunitense
- 1936 - Vittorio Mancini, ex lottatore sammarinese
- 1936 - Franco Palmieri, scrittore e giornalista italiano
- 1937 - Guglielmo Cerno, saggista, poeta e etnografo italiano († 2017)
- 1937 - René Combes, ex maratoneta francese
- 1937 - Ljudmila Klipova, ex nuotatrice sovietica
- 1937 - Manoj Kumar, attore e regista indiano († 2025)
- 1937 - Quinlan Terry, architetto britannico
- 1937 - Betty Loh Ti, attrice cinese († 1968)
- 1937 - Osvaldo Toriani, calciatore argentino († 1988)
- 1937 - George Young, mezzofondista, siepista e maratoneta statunitense († 2022)
- 1938 - José Altafini, ex calciatore brasiliano
- 1938 - Tim Brown, pattinatore artistico su ghiaccio statunitense († 1989)
- 1938 - Horst-Günter Gregor, nuotatore tedesco orientale († 1995)
- 1938 - Nils Johansson, ex hockeista su ghiaccio svedese
- 1938 - Carlos Lutringer, cestista argentino († 1986)
- 1938 - Will Mackenzie, regista e attore statunitense
- 1938 - Eugene James Martin, pittore statunitense († 2005)
- 1938 - Giuseppe Resta, politico e odontoiatra italiano († 2014)
- 1938 - Carlo Vanini, ex calciatore italiano
- 1938 - André Vauchez, medievista francese
- 1939 - Fadil Abdurahmanović, compositore di scacchi bosniaco
- 1939 - Tamar Adar, scrittrice israeliana († 2008)
- 1939 - Julio Aróstegui, storico spagnolo († 2013)
- 1939 - Walt Bellamy, cestista statunitense († 2013)
- 1939 - Franco Fausti, politico italiano († 2006)
- 1939 - Francesco Floris, politico e storico italiano († 2014)
- 1939 - Knut Iversen, ex calciatore norvegese
- 1939 - Christian Kampmann, scrittore e giornalista danese († 1988)
- 1939 - Angel Kerezov, ex lottatore bulgaro
- 1939 - Barry N. Malzberg, scrittore e curatore editoriale statunitense († 2024)
- 1939 - Charles McPherson, sassofonista statunitense
- 1939 - Daniel Viglietti, cantautore, compositore e chitarrista uruguaiano († 2017)
- 1940 - Carroll Ashmore Campbell Jr., politico statunitense († 2005)
- 1940 - Adriano Durante, ciclista su strada italiano († 2009)
- 1940 - Stanley Hauerwas, teologo statunitense
- 1940 - Dan Hedaya, attore statunitense
- 1940 - Carlo Lapucci, scrittore italiano
- 1941 - Tony Dunne, calciatore e allenatore di calcio irlandese († 2020)
- 1941 - Yosiwo George, politico e diplomatico micronesiano († 2022)
- 1941 - Erna Hennicot-Schoepges, politica lussemburghese
- 1941 - Risto Kala, cestista finlandese († 2021)
- 1941 - Pedro Prospitti, calciatore argentino († 1996)
- 1942 - Danny Bergara, allenatore di calcio e calciatore uruguaiano († 2007)
- 1942 - Mauro Canali, storico italiano
- 1942 - Gavril Grueff, astronomo e astrofisico italiano († 2022)
- 1942 - Sepp Holzer, ambientalista e scrittore austriaco
- 1942 - Claudio Lenoci, politico italiano
- 1942 - Irina Mirošničenko, attrice sovietica († 2023)
- 1942 - Cotton Nash, cestista e giocatore di baseball statunitense († 2023)
- 1942 - Chris Sarandon, attore statunitense
- 1942 - Etienne Schouppe, politico belga
- 1942 - Mahir Abd al-Rashid, generale iracheno († 2014)
- 1943 - Ljudmila Bragina, ex mezzofondista sovietica
- 1943 - John Bryson, politico e dirigente d'azienda statunitense († 2025)
- 1943 - François Eid, vescovo cattolico libanese
- 1943 - Malcolm K. Hughes, climatologo britannico
- 1943 - Gordon Creighton Strachan, avvocato e politico statunitense
- 1943 - Jacques Yameogo, allenatore di calcio burkinabé († 2010)
- 1944 - Peppe Barra, cantante e attore teatrale italiano
- 1944 - Gusmano Cesaretti, fotografo e artista italiano
- 1944 - Everaldo Costa Azevedo, ex pugile brasiliano
- 1944 - Giovanbattista Davoli, politico italiano († 2017)
- 1944 - Alfiero Grandi, politico e sindacalista italiano
- 1944 - Carlos Geraldo Langoni, economista e banchiere brasiliano († 2021)
- 1944 - Daniel Morelon, ex pistard francese
- 1945 - Gianfranco Bedin, ex calciatore e dirigente sportivo italiano
- 1945 - Martin Edwards, dirigente sportivo inglese
- 1945 - Berardo Impegno, politico italiano
- 1945 - Arnošt Klimčík, pallamanista cecoslovacco († 2015)
- 1945 - Pierre Mosca, allenatore di calcio e ex calciatore francese
- 1945 - Emilio Pazos, ex calciatore argentino
- 1945 - Azim Premji, imprenditore indiano
- 1945 - Joachim Ringleben, teologo, insegnante e abate tedesco
- 1945 - Hugh Ross, astrofisico canadese
- 1946 - Rosario De Matteis, politico italiano
- 1946 - Gallagher, comico e doppiatore statunitense († 2022)
- 1946 - Michael Krause, hockeista su prato tedesco († 2024)
- 1946 - Andreas Kunz, combinatista nordico tedesco († 2022)
- 1946 - Al Lowe, informatico e musicista statunitense
- 1946 - Serge Maury, ex velista francese
- 1946 - Hervé Vilard, cantante francese
- 1947 - Maurizio Bettini, filologo classico, latinista e antropologo italiano
- 1947 - Cesare Cornoldi, psicologo italiano
- 1947 - Loa Falkman, attore e baritono svedese
- 1947 - Jacques Fouroux, rugbista a 15, allenatore di rugby a 15 e dirigente sportivo francese († 2005)
- 1947 - Natal'ja Gorbačëva, ex discobola sovietica
- 1947 - Alexandra Hay, attrice e modella statunitense († 1993)
- 1947 - Robert Hays, attore statunitense
- 1947 - Sarvath Ikramullah, principessa pakistana
- 1947 - Vincenzo Inzerillo, politico italiano († 2024)
- 1947 - Marilena Marin, ex politica italiana
- 1947 - Heinz Richter, ex pistard tedesco
- 1947 - Peter Serkin, pianista statunitense († 2020)
- 1948 - Josef Fuchs, ex ciclista su strada e pistard svizzero
- 1948 - Giuseppe Greco, politico italiano
- 1948 - Bruno Inzitari, giurista italiano
- 1948 - Sergio Limone, ingegnere italiano
- 1948 - Joan London, scrittrice australiana
- 1948 - Carlo Panella, giornalista e scrittore italiano
- 1948 - Marc Racicot, politico e avvocato statunitense
- 1948 - Silvana Sciarra, giurista italiana
- 1949 - Kiki Cutter, ex sciatrice alpina statunitense
- 1949 - John Ferris, nuotatore statunitense († 2020)
- 1949 - Marek Jędraszewski, arcivescovo cattolico polacco
- 1949 - Ol'ga Karasëva, ex ginnasta kirghisa
- 1949 - Josef Pirrung, calciatore tedesco († 2011)
- 1949 - Michael Richards, attore e produttore televisivo statunitense
- 1949 - Roberto Batata, calciatore brasiliano († 1976)
- 1949 - Joan Enric Vives i Sicília, arcivescovo cattolico spagnolo
- 1950 - Goutom Ghos, regista e fotoreporter indiano
- 1950 - James Glickenhaus, produttore cinematografico, imprenditore e regista statunitense
- 1950 - Desiderio Marchesi, ex calciatore italiano
- 1950 - Giuseppe Soriero, politico italiano
- 1950 - Flavio Zanonato, politico e giornalista italiano
- 1951 - Lynda Carter, attrice e cantante statunitense
- 1951 - Ruediger Dahlke, medico, psicoterapeuta e scrittore tedesco
- 1951 - Pietro Ghetti, ex calciatore italiano
- 1951 - Zbigniew Mikołejko, storico delle religioni e saggista polacco († 2024)
- 1951 - Chris Smith, politico britannico
- 1951 - Skip Young, wrestler statunitense († 2010)
- 1952 - Ian Cairns, surfista australiano
- 1952 - Carsten Jensen, scrittore e giornalista danese
- 1952 - Vincent Magro, ex calciatore maltese
- 1952 - Ernesto Mandara, vescovo cattolico italiano
- 1952 - Claudio Onofri, ex calciatore, allenatore di calcio e opinionista italiano
- 1952 - Sandra Poulsen, ex sciatrice alpina statunitense
- 1952 - Gus Van Sant, regista, sceneggiatore e montatore statunitense
- 1953 - Stefano Disegni, disegnatore e musicista italiano
- 1953 - Sergio Facchi, ex calciatore italiano
- 1953 - Jon Faddis, trombettista, direttore d'orchestra e compositore statunitense
- 1953 - Alberto Feri, cantante italiano
- 1953 - Steve Grogan, ex giocatore di football americano statunitense
- 1953 - Santiago Idígoras, ex calciatore spagnolo
- 1953 - Paulo Sérgio de Oliveira Lima, ex calciatore brasiliano
- 1953 - Marianne Ranner, ex sciatrice alpina austriaca
- 1953 - Rossella, cantante italiana
- 1953 - Ivo Scapolo, arcivescovo cattolico e diplomatico italiano
- 1953 - Garry Shider, chitarrista statunitense († 2010)
- 1954 - Alessandra Belloni, musicista, cantautrice e ballerina italiana
- 1954 - Vasile Dîba, canoista rumeno († 2024)
- 1954 - Jorge Jesus, allenatore di calcio e ex calciatore portoghese
- 1954 - Živan Ljukovčan, ex calciatore jugoslavo
- 1954 - Syd Macartney, regista britannico
- 1954 - Claire McCaskill, politica statunitense
- 1954 - Gregorio Paolini, autore televisivo e produttore televisivo italiano
- 1954 - Carlo Romano, oboista italiano
- 1954 - Steve Schindler, ex giocatore di football americano statunitense
- 1955 - Anna Maria Carloni, ex politica italiana
- 1955 - Gary Clively, ex ciclista su strada australiano
- 1955 - Sten Feldreich, ex cestista svedese
- 1955 - Giampaolo Rupil, ex fondista italiano
- 1955 - Nicoletta Spagnoli, imprenditrice italiana
- 1955 - Hideyuki Umezu, doppiatore giapponese († 2024)
- 1956 - Marc Baecke, calciatore belga († 2017)
- 1956 - Charlie Crist, politico e avvocato statunitense
- 1956 - Franco Falcetta, ex calciatore italiano
- 1956 - Sabina Fedeli, giornalista italiana
- 1956 - Michael Gerlach, tastierista e produttore discografico tedesco
- 1956 - Stella Morra, teologa italiana
- 1956 - Giovanni Pettorino, ammiraglio italiano
- 1956 - Marianne Thyssen, politica belga
- 1956 - Gianni Togni, cantautore e compositore italiano
- 1956 - Leif Yttergren, ex cestista svedese
- 1957 - Wattie Buchan, cantante britannico
- 1957 - Dirce Funari, attrice italiana
- 1957 - Gianni Mancuso, politico italiano
- 1957 - Shavkat Mirziyoyev, politico uzbeko
- 1957 - Jaroslav Navrátil, allenatore di tennis e ex tennista cecoslovacco
- 1957 - Jack O'Callahan, ex hockeista su ghiaccio statunitense
- 1957 - John O'Shea, allenatore di calcio e ex calciatore australiano
- 1957 - Vincenzo Salemme, attore, drammaturgo e comico italiano
- 1957 - Nelson Teich, politico e medico brasiliano
- 1957 - Pam Tillis, cantante e attrice teatrale statunitense
- 1957 - Bepi Vigna, fumettista, scrittore e regista italiano
- 1958 - Pascal Breton, produttore televisivo francese
- 1958 - Joe Barry Carroll, ex cestista statunitense
- 1958 - Roberto Castellano, ex cestista e allenatore di pallacanestro italiano
- 1958 - Mick Karn, musicista cipriota († 2011)
- 1958 - Jim Leighton, ex calciatore e allenatore di calcio scozzese
- 1958 - Bernt Mæland, ex calciatore norvegese
- 1958 - Boris Minc, imprenditore russo
- 1958 - John Stroeder, ex cestista statunitense
- 1959 - Giuseppe Abbagnale, ex canottiere e dirigente sportivo italiano
- 1959 - Véronique Dehant, geofisica e geodeta belga
- 1959 - Joe Gatt, ex calciatore maltese
- 1959 - Keiichi Hara, regista e sceneggiatore giapponese
- 1959 - Jostein Masdal, ex sciatore alpino norvegese
- 1959 - Angelo Riccaboni, economista italiano
- 1959 - Jason Rodrigues Corrêa, ex calciatore brasiliano
- 1959 - Bodo Schopf, batterista tedesco
- 1959 - Viktor Uspaskich, imprenditore e politico lituano
- 1959 - Shawn Weatherly, modella statunitense
- 1959 - Roland Wetzig, ex bobbista tedesco
- 1960 - Vjačeslav Bykov, ex hockeista su ghiaccio russo
- 1960 - Catherine Destivelle, arrampicatrice e alpinista francese
- 1960 - Jonathan Hill, politico britannico
- 1960 - Tilde Minasi, politica italiana
- 1960 - Ron Reyes, cantante e batterista statunitense
- 1960 - Daniel Rossel, ex ciclista su strada e pistard belga
- 1960 - Mohammad Shariatmadari, politico iraniano
- 1960 - Wim Van Eynde, ex ciclista su strada belga
- 1961 - Kerry Dixon, ex calciatore e allenatore di calcio inglese
- 1961 - Paul Geary, batterista statunitense
- 1961 - Teresa Jiménez-Becerril Barrio, politica, giornalista e imprenditrice spagnola
- 1961 - Mário Jorge, ex calciatore portoghese
- 1961 - Hiroyuki Kitazume, illustratore, animatore e fumettista giapponese
- 1961 - Pietro Leemann, cuoco svizzero
- 1961 - Mario Mauro, politico italiano
- 1961 - Antonio Panaino, filologo e iranista italiano
- 1961 - Alfred Andrew Schlert, vescovo cattolico statunitense
- 1961 - Átila Storni, ex giocatore di calcio a 5 brasiliano
- 1961 - Cate Tiernan, scrittrice statunitense
- 1962 - Kevin Butler, ex giocatore di football americano statunitense
- 1962 - Steve Colter, ex cestista statunitense
- 1962 - Federico Franco, politico paraguaiano
- 1962 - Michael John LaChiusa, compositore, librettista e paroliere statunitense
- 1962 - Filippo Mennuni, velista italiano
- 1962 - Randall Miller, regista, attore e sceneggiatore statunitense
- 1962 - Andrea Moro, linguista, neuroscienziato e scrittore italiano
- 1962 - Nicolas Vaude, attore francese
- 1962 - Adnan al-Ghul, ingegnere militare palestinese († 2004)
- 1963 - Louis Armary, ex rugbista a 15 e allenatore di rugby a 15 francese
- 1963 - Motti Daniel, ex cestista israeliano
- 1963 - Karl Malone, ex cestista e allenatore di pallacanestro statunitense
- 1963 - Lars Nieberg, cavaliere tedesco
- 1964 - Nic Balthazar, regista, giornalista e produttore cinematografico belga
- 1964 - Barry Bonds, ex giocatore di baseball statunitense
- 1964 - Luigi Botteon, ex ciclista su strada italiano
- 1964 - Colleen Doran, disegnatrice, fumettista e scrittrice statunitense
- 1964 - Vicentico, cantante, musicista e compositore argentino
- 1964 - Adele Gambaro, politica italiana
- 1964 - Tony Granato, allenatore di hockey su ghiaccio e ex hockeista su ghiaccio statunitense
- 1964 - Ignazio Messina, politico italiano
- 1964 - Giuseppe Palumbo, fumettista italiano
- 1964 - Pedro Passos Coelho, docente e politico portoghese
- 1964 - Banana Yoshimoto, scrittrice giapponese
- 1965 - Paul Ben-Victor, attore statunitense
- 1965 - Brian Blades, ex giocatore di football americano statunitense
- 1965 - Andrew Gaze, ex cestista e allenatore di pallacanestro australiano
- 1965 - Kadeem Hardison, attore, regista e doppiatore statunitense
- 1965 - Cristobal Jodorowsky, attore, scrittore e pittore messicano († 2022)
- 1965 - Doug Liman, regista, produttore cinematografico e produttore televisivo statunitense
- 1965 - Mirko Mihić, ex calciatore jugoslavo
- 1965 - Alberto Pezzotta, critico cinematografico e traduttore italiano
- 1965 - Gabriele Ragghianti, contrabbassista italiano
- 1965 - Josip Reić, ex canottiere croato
- 1965 - Omar Walcott, ex cestista venezuelano
- 1965 - Józef Żymańczyk, ex calciatore e ex giocatore di calcio a 5 polacco
- 1966 - Ilarion Alfeev, arcivescovo ortodosso, teologo e compositore russo
- 1966 - Federico Bonadonna, scrittore e antropologo italiano
- 1966 - Giovanna Bonazzi, ex mountain biker italiana
- 1966 - Igor Gočanin, ex pallanuotista jugoslavo
- 1966 - Aminatou Haidar, attivista sahrāwī
- 1966 - Jørn Jamtfall, allenatore di calcio e ex calciatore norvegese
- 1966 - Martin Keown, ex calciatore inglese
- 1966 - Uwe Leifeld, ex calciatore tedesco
- 1966 - Mo-Do, cantante e modello italiano († 2013)
- 1966 - Javad Owji, politico e ingegnere iraniano
- 1966 - Maroš Šefčovič, politico slovacco
- 1966 - Jens Wahl, ex calciatore tedesco orientale
- 1967 - Lucianna De Falco, attrice italiana
- 1967 - Francesco Fradella, ex giocatore di calcio a 5 italiano
- 1967 - Raf Hernalsteen, ex giocatore di calcio a 5 belga
- 1967 - Anssi Nieminen, ex saltatore con gli sci finlandese
- 1967 - Nick Nurse, allenatore di pallacanestro statunitense
- 1967 - Park Kwang-hyun, ex calciatore sudcoreano
- 1967 - Juan Carlos Portal, ex giocatore di calcio a 5 cubano
- 1967 - Cleophus Prince Jr., serial killer statunitense
- 1967 - Francisco Solano, ex giocatore di calcio a 5 paraguaiano
- 1968 - Kristin Chenoweth, cantante e attrice statunitense
- 1968 - Cecilia Dahlman, ex tennista svedese
- 1968 - Troy Kotsur, attore, regista e produttore cinematografico statunitense
- 1968 - Laura Leighton, attrice statunitense
- 1969 - Santi Abad, ex cestista spagnolo
- 1969 - Frank Adisson, ex canoista francese
- 1969 - Michail Chmjal'nicki, ex marciatore bielorusso
- 1969 - Zero Chou, regista taiwanese
- 1969 - Michalīs Christofī, ex calciatore cipriota
- 1969 - Rick Fox, ex cestista e attore canadese
- 1969 - Christian Gerhaher, baritono tedesco
- 1969 - Chris King, ex cestista statunitense
- 1969 - Alfredo Lanza, allenatore di calcio a 5 e ex giocatore di calcio a 5 italiano
- 1969 - Jennifer Lopez, attrice, cantante e ballerina statunitense
- 1969 - Katarzyna Lubnauer, politica e matematica polacca
- 1969 - Rodrigo Murray, attore e conduttore televisivo messicano
- 1969 - Dani Pérez, ex cestista spagnolo
- 1970 - Anja Garbarek, cantante norvegese
- 1970 - Hu Zhijun, ex calciatore cinese
- 1970 - Martti Kuisma, ex cestista finlandese
- 1970 - Lee Matthews, ex cestista statunitense
- 1970 - Gabriele Missaglia, dirigente sportivo e ex ciclista su strada italiano
- 1970 - Tim Montgomerie, attivista, blogger e editore britannico
- 1970 - Edson Rodríguez, allenatore di calcio e ex calciatore venezuelano
- 1970 - Brian Ruedy, tastierista statunitense
- 1970 - Doina Spîrcu, ex canottiera rumena
- 1970 - Velibor Topić, attore bosniaco
- 1971 - Dino Baggio, allenatore di calcio e ex calciatore italiano
- 1971 - Uje Brandelius, attore, cantante e giornalista svedese
- 1971 - Alen Delpont, allenatore di calcio a 5 e ex giocatore di calcio a 5 croato
- 1971 - Paolo Di Clemente, fumettista italiano
- 1971 - Diego Galdino, scrittore italiano
- 1971 - Patty Jenkins, regista, sceneggiatrice e produttrice televisiva statunitense
- 1971 - Winnie Lau, cantante e attrice cinese
- 1971 - Janne Leskinen, ex sciatore alpino finlandese
- 1971 - Andrea Marrocco, attore italiano
- 1971 - John Partridge, attore, cantante e ballerino inglese
- 1971 - André Schubert, allenatore di calcio e ex calciatore tedesco
- 1971 - Derell Washington, ex cestista statunitense
- 1972 - Massimo Alfonsetti, rugbista a 15 italiano
- 1972 - Jorge Canifa Alves, scrittore capoverdiano
- 1972 - Paolo Calbini, ex cestista e allenatore di pallacanestro italiano
- 1972 - Massimo Cancellieri, allenatore di pallacanestro italiano
- 1972 - Luca Cattaneo, ex sciatore alpino e sciatore freestyle italiano
- 1972 - Madou Dossama, ex calciatore burkinabé
- 1972 - Tomotaka Fukagawa, ex calciatore giapponese
- 1972 - Javier Gutiérrez, schermidore cileno
- 1972 - Kaiō Hiroyuki, lottatore di sumo giapponese
- 1972 - Marcão, allenatore di calcio e ex calciatore brasiliano
- 1972 - Kristina Poplavskaja, ex canottiera lituana
- 1973 - Nathacha Appanah, giornalista e scrittrice mauriziana
- 1973 - Andy Barr, politico statunitense
- 1973 - Vania Beccaria, ex pallavolista italiana
- 1973 - Enrique Buchichio, regista e sceneggiatore uruguaiano
- 1973 - Han Hyeon-seon, ex cestista sudcoreana
- 1973 - Kevin Hardy, ex giocatore di football americano statunitense
- 1973 - Oleh Hrycaj, ex calciatore ucraino
- 1973 - Weldon Johnson, ex mezzofondista statunitense
- 1973 - José Lasa, ex cestista spagnolo
- 1973 - Beata Madejska, ex cestista polacca
- 1973 - Silvja Manzi, attivista e politica italiana
- 1973 - Gregory Messam, ex calciatore giamaicano
- 1973 - Johan Micoud, ex calciatore e dirigente sportivo francese
- 1973 - Pablo Parilla, allenatore di calcio a 5 e ex giocatore di calcio a 5 argentino
- 1973 - Zuzana Stivínová, attrice ceca
- 1973 - Milan Tomić, ex cestista e allenatore di pallacanestro serbo
- 1973 - Simone Uggetti, politico italiano
- 1973 - Manuela Ventura, attrice italiana
- 1974 - Ziyad Al-Kord, ex calciatore palestinese
- 1974 - Pedro Arreitunandia, ex ciclista su strada spagnolo
- 1974 - Haris Brkić, cestista jugoslavo († 2000)
- 1974 - Carl-Michael Eide, polistrumentista e cantante norvegese
- 1974 - Morgana Forcella, attrice italiana
- 1974 - Irene Germini, ex ginnasta italiana
- 1974 - Andy Gomarsall, ex rugbista a 15 britannico
- 1974 - Gianluca Grigoletto, allenatore di sci alpino e ex sciatore alpino italiano
- 1974 - Tomislav Horvat, allenatore di calcio a 5 e ex giocatore di calcio a 5 sloveno
- 1974 - Mikael Jepson, cantante, chitarrista e compositore svedese
- 1974 - Dimitar Kovačevski, politico e economista macedone
- 1974 - Alessandra Maiorino, politica italiana
- 1974 - Eugene Mirman, comico, scrittore e doppiatore russo
- 1974 - Atsuhiro Miura, allenatore di calcio e ex calciatore giapponese
- 1974 - Akemi Okazato, ex cestista e allenatrice di pallacanestro giapponese
- 1974 - Afonso Rodrigues da Silva, cestista angolano († 2024)
- 1975 - Matteo Caccia, attore teatrale e conduttore radiofonico italiano
- 1975 - Paul Cominges, allenatore di calcio e ex calciatore peruviano
- 1975 - Laura Fraser, attrice britannica
- 1975 - Dafydd James, rugbista a 15 gallese
- 1975 - Jamie Langenbrunner, ex hockeista su ghiaccio statunitense
- 1975 - Alberto Ongarato, ex ciclista su strada italiano
- 1975 - Gloria Pizzichini, ex tennista italiana
- 1975 - Cinzia Roccaforte, attrice italiana
- 1975 - Ryan Stack, ex cestista statunitense
- 1975 - Eric Szmanda, attore statunitense
- 1975 - Davide Tedoldi, allenatore di calcio e ex calciatore italiano
- 1975 - Torrie Wilson, modella e ex wrestler statunitense
- 1976 - Chris Ahrens, ex canottiere statunitense
- 1976 - Rafer Alston, ex cestista statunitense
- 1976 - Stefano Bellè, allenatore di calcio e ex calciatore italiano
- 1976 - Ivan Cichan, martellista e dirigente sportivo bielorusso
- 1976 - Davorin Dalipagić, ex cestista serbo
- 1976 - Grégory Gadebois, attore francese
- 1976 - Ryūji Kubota, ex calciatore giapponese
- 1976 - Tiago Monteiro, pilota automobilistico portoghese
- 1976 - Julija Naval'naja, economista e politica russa
- 1976 - Geert den Ouden, ex calciatore olandese
- 1976 - Toni Piispanen, ex karateka e atleta paralimpico finlandese
- 1976 - Stéphane Rideau, attore francese
- 1976 - Aleksej Selivërstov, bobbista russo
- 1976 - Romana Tedjakusuma, ex tennista indonesiana
- 1976 - Rashida Tlaib, politica statunitense
- 1977 - Cédric Anselin, allenatore di calcio e ex calciatore francese
- 1977 - Arnold Bruggink, ex calciatore olandese
- 1977 - Michelle Buteau, comica, attrice e conduttrice televisiva statunitense
- 1977 - Naoki Chiba, ex calciatore giapponese
- 1977 - Danny Dyer, attore e doppiatore britannico
- 1977 - Vratislav Greško, allenatore di calcio e ex calciatore slovacco
- 1977 - Olivera Jevtić, maratoneta e mezzofondista serba
- 1977 - Yago Lamela, lunghista spagnolo († 2014)
- 1977 - Mehdi Mahdavikia, ex calciatore iraniano
- 1977 - Rudy Markussen, ex pugile danese
- 1977 - Jairo Morris, ex calciatore anglo-verginiano
- 1977 - Pape Amadou N'Diaye, ex calciatore senegalese
- 1977 - Anita Rapp, ex calciatrice norvegese
- 1978 - Ivan Bugli, ex calciatore sammarinese
- 1978 - Pierre-Yves Cardinal, attore canadese
- 1978 - José Estevam Ferreira Junior, ex cestista brasiliano
- 1978 - Simone Faggioli, pilota automobilistico italiano
- 1978 - Andy Irons, surfista statunitense († 2010)
- 1978 - Madeline Miller, scrittrice statunitense
- 1978 - Mirko Pieri, allenatore di calcio e ex calciatore italiano
- 1978 - Florin Șoavă, ex calciatore rumeno
- 1978 - Joanna Taylor, attrice e ex modella britannica
- 1979 - Rose Byrne, attrice australiana
- 1979 - Ryan Humphrey, ex cestista statunitense
- 1979 - Riikka Lehtonen, pallavolista finlandese
- 1979 - Toni Nhleko, ex calciatore sudafricano
- 1979 - Norm Richardson, ex cestista e allenatore di pallacanestro statunitense
- 1979 - Chicoria, rapper e writer italiano
- 1979 - Anne-Gaëlle Sidot, ex tennista francese
- 1979 - Peter Šinglár, allenatore di calcio e ex calciatore slovacco
- 1979 - Stat Quo, rapper statunitense
- 1979 - Andrew Stetson, modello canadese
- 1979 - Ivan Zoroski, ex cestista e procuratore sportivo serbo
- 1980 - Wilfred Bungei, ex mezzofondista keniota
- 1980 - Marcelo Pereira da Costa, ex calciatore brasiliano
- 1980 - Gauge, ex attrice pornografica statunitense
- 1980 - Vladislav Frolov, velocista russo
- 1980 - Jeff Jillson, ex hockeista su ghiaccio statunitense
- 1980 - Ryan Lang, ex hockeista su ghiaccio canadese
- 1980 - Gianluca Matarrese, regista cinematografico, sceneggiatore e attore italiano
- 1980 - Karina Michelin, modella brasiliana
- 1980 - Giovanna Miele, politica italiana
- 1980 - Francesco Millesi, ex calciatore italiano
- 1980 - Yusuke Mori, ex calciatore giapponese
- 1980 - Dmitrij Vorona, politico e avvocato russo
- 1980 - Valentina Rovetta, ex ginnasta italiana
- 1980 - Joel Stroetzel, chitarrista statunitense
- 1980 - Hans Åge Yndestad, ex calciatore norvegese
- 1980 - Salman bin Abd al-Aziz bin Salman Al Sa'ud, principe, imprenditore e collezionista d'arte saudita
- 1981 - Ali Ahn, attrice statunitense
- 1981 - Jenny Barazza, ex pallavolista italiana
- 1981 - Edgar Bertoni, giocatore di calcio a 5 brasiliano
- 1981 - Ian Brown, ex calciatore britannico
- 1981 - Nayib Bukele, politico salvadoregno
- 1981 - Osório Carvalho, ex calciatore portoghese
- 1981 - Elisa Cusma, ex mezzofondista italiana
- 1981 - Summer Glau, attrice statunitense
- 1981 - Michael Jacobsen, ex hockeista su ghiaccio canadese
- 1981 - Bernard King, ex cestista statunitense
- 1981 - Samuele Riva, modello italiano
- 1981 - Kristen Veal, allenatrice di pallacanestro e ex cestista australiana
- 1982 - Bùi Quang Huy, ex calciatore vietnamita
- 1982 - Adriana Crisci, ginnasta italiana
- 1982 - Tiago Dantas Germano, scrittore e giornalista brasiliano
- 1982 - George Hu, attore taiwanese
- 1982 - Wýaçeslaw Krendelew, ex calciatore turkmeno
- 1982 - Michael Kuebler, ex cestista statunitense
- 1982 - Luka Magnotta, assassino canadese
- 1982 - Trevor Matthews, attore canadese
- 1982 - Emad Mohammed, allenatore di calcio e ex calciatore iracheno
- 1982 - Elisabeth Moss, attrice, regista e produttrice cinematografica statunitense
- 1982 - Anna Paquin, attrice neozelandese
- 1982 - David Payne, ostacolista statunitense
- 1982 - Yuriko Saga, modella giapponese
- 1982 - Veronica Schiavon, rugbista a 15 italiana
- 1982 - Tre Simmons, ex cestista statunitense
- 1982 - Ümit Sonkol, ex cestista turco
- 1982 - Catharina Svensson, modella danese
- 1983 - Hugo Báez, ex calciatore paraguaiano
- 1983 - Daniele De Rossi, allenatore di calcio e ex calciatore italiano
- 1983 - Étienne Didot, ex calciatore francese
- 1983 - Yassin Idbihi, dirigente sportivo e ex cestista tedesco
- 1983 - Hervé Lybohy, ex calciatore ivoriano
- 1983 - Fabio Mazzeo, ex calciatore italiano
- 1983 - Asami Mizukawa, attrice giapponese
- 1983 - Carsten Mogensen, giocatore di badminton danese
- 1983 - Joy Neville, dirigente sportiva, ex arbitro di rugby a 15 e ex rugbista a 15 irlandese
- 1983 - Ivan Stojanov, calciatore bulgaro
- 1984 - Pegah Ahangarani, attrice iraniana
- 1984 - Tala Ashe, attrice iraniana
- 1984 - Desmond Bishop, giocatore di football americano statunitense
- 1984 - Tagir Chajbulaev, judoka russo
- 1984 - Luca D'Addato, pilota motociclistico italiano
- 1984 - Clare Foster, attrice britannica
- 1984 - Kensuke Fukuda, ex calciatore giapponese
- 1984 - Josephine Grima, cestista maltese
- 1984 - Vanessa Huppenkothen, modella e conduttrice televisiva messicana
- 1984 - Tyler Kyte, attore e cantante canadese
- 1984 - Dhani Lennevald, cantante svedese
- 1984 - Stefano Masciolini, attore italiano
- 1984 - Viktor Nagy, pallanuotista ungherese
- 1984 - Valerio Nawatu, calciatore figiano
- 1984 - Juha-Matti Ruuskanen, ex saltatore con gli sci finlandese
- 1984 - Debby Stam, pallavolista olandese
- 1984 - Jaap Stockmann, hockeista su prato olandese
- 1984 - Jeff Viggiano, ex cestista statunitense
- 1984 - Tigran Ġaramyan, scacchista armeno
- 1985 - Ṙobert Arzowmanyan, allenatore di calcio e ex calciatore armeno
- 1985 - Brian Banks, ex giocatore di football americano statunitense
- 1985 - Patrice Bergeron, ex hockeista su ghiaccio canadese
- 1985 - Catherine Chikwakwa, ex mezzofondista malawiana
- 1985 - Amilale Esaroma, calciatore samoano
- 1985 - Joyryde, disc jockey e produttore discografico britannico
- 1985 - Kalaje Gnipate, ex calciatore francese
- 1985 - Zeynep Kızıltan, attrice turca
- 1985 - Matt Lojeski, ex cestista statunitense
- 1985 - Dóra María Lárusdóttir, ex calciatrice islandese
- 1985 - Valentina Maggi, ex cestista argentina
- 1985 - Aries Merritt, ostacolista statunitense
- 1985 - Oh Jang-eun, ex calciatore sudcoreano
- 1985 - Apostolos Parellīs, discobolo cipriota
- 1985 - Teagan Presley, ex attrice pornografica statunitense
- 1985 - Lukáš Rosol, ex tennista ceco
- 1985 - Francesca Ventura, ex calciatrice italiana
- 1985 - Donte Whitner, ex giocatore di football americano statunitense
- 1985 - Eric Wright, giocatore di football americano statunitense
- 1985 - Zhao Qinggang, giavellottista cinese
- 1986 - Richie Brockel, ex giocatore di football americano statunitense
- 1986 - Jonathan Caruana, ex calciatore maltese
- 1986 - Enrico Ceccato, dirigente sportivo e ex rugbista a 15 italiano
- 1986 - Remy Hii, attore australiano
- 1986 - Vüqar Həşimov, scacchista azero († 2014)
- 1986 - Juri Judt, calciatore tedesco
- 1986 - Teo Kardum, calciatore croato
- 1986 - Megan Park, attrice e regista canadese
- 1986 - Tomi Petrescu, calciatore finlandese
- 1986 - Kaido Saks, cestista estone
- 1986 - Miguel Socolovich, giocatore di baseball venezuelano
- 1986 - Fernando Tissone, calciatore argentino
- 1986 - Samuel Tuia, pallavolista francese
- 1986 - Keisuke Ushiro, multiplista giapponese
- 1986 - Leon Williams, cestista statunitense
- 1987 - Vasilij Artem'ev, rugbista a 15 russo
- 1987 - Matt Asiata, ex giocatore di football americano statunitense
- 1987 - Ergül Avcı, pallavolista turca
- 1987 - Paul Emile Biyaga, ex calciatore camerunese
- 1987 - Carmen Boza, cantautrice spagnola
- 1987 - Khalil Chemmam, ex calciatore tunisino
- 1987 - Reza Ghasemi, velocista iraniano
- 1987 - Solomon Grimes, ex calciatore liberiano
- 1987 - Cristino Gómez, poeta e agronomo dominicano
- 1987 - Thomas Hinum, ex calciatore austriaco
- 1987 - Carlijn Jans, pallavolista olandese
- 1987 - Fredrik Lindström, biatleta svedese
- 1987 - Cyriaque Louvion, calciatore francese
- 1987 - Víctor Malcorra, calciatore argentino
- 1987 - Mao Biao, ex calciatore cinese
- 1987 - Luciana Maria Dionizio, calciatrice brasiliana
- 1987 - Maryon, cantante francese
- 1987 - José Luis Muñoz, ex calciatore cileno
- 1987 - Ivan Prelec, allenatore di calcio e ex calciatore croato
- 1987 - Zack Sabre Jr., wrestler britannico
- 1987 - Veronika Staber, ex sciatrice alpina tedesca
- 1987 - Mara Wilson, attrice statunitense
- 1988 - Leonardo Capotosti, ostacolista italiano
- 1988 - Mihai Donisan, altista rumeno
- 1988 - Florian Graf, ex biatleta tedesco
- 1988 - Han Seung-yeon, cantante e attrice sudcoreana
- 1988 - Eyad Hourani, attore palestinese
- 1988 - Shō Itō, calciatore giapponese
- 1988 - Tyren Johnson, cestista statunitense
- 1988 - Marko Jovanovski, calciatore macedone
- 1988 - Bruce Kangwa, calciatore zimbabwese
- 1988 - Joe Pera, comico, sceneggiatore e attore statunitense
- 1988 - Adrian Popa, calciatore rumeno
- 1988 - Nebojša Rajković, giocatore di football americano serbo
- 1988 - René Seebacher, calciatore austriaco
- 1988 - Jure Škifić, cestista croato
- 1989 - Hamad Al Doseri, calciatore bahreinita
- 1989 - D.J. Campbell, giocatore di football americano statunitense
- 1989 - Eko Irawan, sollevatore indonesiano
- 1989 - Kim Tae-hwan, calciatore sudcoreano
- 1989 - Felix Loch, slittinista tedesco
- 1989 - Evgenij Makeev, calciatore russo
- 1989 - Marcos Martins dos Anjos, calciatore brasiliano
- 1989 - Mike Pouncey, ex giocatore di football americano statunitense
- 1989 - Maurkice Pouncey, ex giocatore di football americano statunitense
- 1989 - Sloan Privat, calciatore francese
- 1989 - Júnior Viçosa, calciatore brasiliano
- 1990 - Filipe Brigues, calciatore portoghese
- 1990 - Daveigh Chase, attrice statunitense
- 1990 - Angelo Dawkins, wrestler statunitense
- 1990 - Datone Jones, giocatore di football americano statunitense
- 1990 - Yuki Kikuchi, pattinatrice di short track giapponese
- 1990 - Aleksej Koncedalov, ex calciatore russo
- 1990 - Ilaria Lazzari, calciatrice italiana
- 1990 - Adolfo Lima, calciatore uruguaiano
- 1990 - Sergiu Muth, ex calciatore rumeno
- 1990 - Vasilij Pavlov, ex calciatore russo
- 1990 - Valea Katharina Scalabrino, attrice tedesca
- 1990 - Dean Stoneman, pilota automobilistico britannico
- 1990 - David Sánchez, sollevatore spagnolo
- 1990 - Robbie Tice, giocatore di calcio a 5 e ex calciatore canadese
- 1990 - Tucker Knight, wrestler statunitense
- 1990 - Mekeil Williams, calciatore trinidadiano
- 1991 - Rabea Al Laafi, calciatore libico
- 1991 - Claudio Aquino, calciatore argentino
- 1991 - Emily Bett Rickards, attrice canadese
- 1991 - Jérémy Cabot, ex ciclista su strada francese
- 1991 - Gerasimos Fylaktou, calciatore cipriota
- 1991 - Cristina Gutiérrez, pilota di rally spagnola
- 1991 - Lin Yue, tuffatore cinese
- 1991 - Riku Matsuda, calciatore giapponese
- 1991 - Ol'ha Mazničenko, cestista ucraina
- 1991 - Jade Neilsen, nuotatrice australiana
- 1991 - Samantha Ostarello, cestista statunitense
- 1991 - Samir Ramizi, calciatore serbo
- 1991 - Lars Sætra, calciatore norvegese
- 1991 - Ivo Schönberner, ex giocatore di football americano tedesco
- 1991 - Guilherme, ex calciatore brasiliano
- 1991 - David Stockton, cestista statunitense
- 1991 - Rafael de Jesus Bonfim, ex calciatore brasiliano
- 1992 - Mustafa Azadzoy, calciatore afghano
- 1992 - Thomas Barr, ostacolista irlandese
- 1992 - Rebecca Bühler, ex sciatrice alpina liechtensteinese
- 1992 - Mitch Grassi, cantante statunitense
- 1992 - Sindre Henriksen, pattinatore di velocità su ghiaccio norvegese
- 1992 - Kristijan Kahlina, calciatore croato
- 1992 - Hau'oli Kikaha, ex giocatore di football americano statunitense
- 1992 - Mikaël Kingsbury, sciatore freestyle canadese
- 1992 - Shaun Kirkham, canottiere neozelandese
- 1992 - Aurel Manga, ostacolista francese
- 1992 - Rhys McCabe, calciatore scozzese
- 1992 - Fábio Nunes, calciatore portoghese
- 1992 - Teemu Penninkangas, calciatore finlandese
- 1992 - Massimo Pignataro, giocatore di football americano francese
- 1992 - Alejandra Quereda, ginnasta spagnola
- 1992 - Léo Westermann, cestista francese
- 1992 - Dionatan Teixeira, calciatore brasiliano († 2017)
- 1993 - Lucas Adams, attore statunitense
- 1993 - Dario Cefarelli, cestista italiano
- 1993 - Rouzbeh Cheshmi, calciatore iraniano
- 1993 - Sara Cobo, attrice e cantante messicana
- 1993 - Marcos Giron, tennista statunitense
- 1993 - Jack Hargreaves, canottiere australiano
- 1993 - Marko Jevtović, calciatore serbo
- 1993 - David Ledecký, calciatore ceco
- 1993 - Andreas Linde, calciatore svedese
- 1993 - Ronald March, cestista statunitense
- 1993 - Fábio Martins, calciatore portoghese
- 1993 - Alessandro Micai, calciatore italiano
- 1993 - Virgil Misidjan, calciatore olandese
- 1993 - Abdoul Zoko, calciatore burkinabé
- 1993 - Daniele Tailli, pallavolista italiano
- 1993 - Fabio Turchi, pugile italiano
- 1993 - Sonia Ursu, cestista rumena
- 1994 - Andrij Blizničenko, calciatore ucraino
- 1994 - Bright Edomwonyi, calciatore nigeriano
- 1994 - Lee Evans, calciatore gallese
- 1994 - Carlos Fierro, calciatore messicano
- 1994 - Michael Goolaerts, ciclista su strada belga († 2018)
- 1994 - Isaiah Hicks, cestista statunitense
- 1994 - Sheldon Jeter, ex cestista statunitense
- 1994 - Phillip Lindsay, giocatore di football americano statunitense
- 1994 - Brian Onyango, calciatore keniota
- 1994 - Petar Mišić, calciatore croato
- 1994 - Rafael Quintero, tuffatore portoricano
- 1994 - Heradi Rashidi, calciatore congolese (Repubblica Democratica del Congo)
- 1994 - Derone Raukawa, cestista neozelandese
- 1994 - Wu Dajing, pattinatore di short track cinese
- 1995 - Kellyn Acosta, calciatore statunitense
- 1995 - Montravius Adams, giocatore di football americano statunitense
- 1995 - Kyle Kuzma, cestista statunitense
- 1995 - José Ignacio Nogués, cestista spagnolo
- 1995 - Irina Pando, calciatrice svizzera
- 1995 - Adam Ramstedt, cestista svedese
- 1995 - Maximilian Scheib, pilota motociclistico cileno
- 1995 - Frederikke Thøgersen, calciatrice danese
- 1996 - Mehmet Alemdaroğlu, cestista turco
- 1996 - Ikeem Allen, giocatore di football americano statunitense
- 1996 - Armando Anastasio, calciatore italiano
- 1996 - Amit Bitton, calciatore israeliano
- 1996 - Nicholas Corten, taekwondoka belga
- 1996 - Giulia Gabbrielleschi, nuotatrice italiana
- 1996 - Dostonbek Hamdamov, calciatore uzbeko
- 1996 - Borna Kapusta, cestista croato
- 1996 - Justin Krewson, slittinista statunitense
- 1996 - Ivan Majcunić, cestista croato
- 1996 - Jordan McGhee, calciatore scozzese
- 1996 - Aaron McGowan, calciatore inglese
- 1996 - Joe Mixon, giocatore di football americano statunitense
- 1996 - Kano Omata, sincronetta giapponese
- 1996 - Ryduan Palermo, calciatore argentino
- 1996 - Davide Plebani, pistard, ciclista su strada e paraciclista italiano
- 1996 - Marion Romanelli, calciatrice francese
- 1996 - James Ryan, rugbista a 15 irlandese
- 1996 - Aaron Tran, pattinatore di short track statunitense
- 1996 - Oliver Zeidler, canottiere e ex nuotatore tedesco
- 1997 - Roamy Alonso, pallavolista cubano
- 1997 - Alison Bastianelli, ex pallavolista statunitense
- 1997 - Everson Bispo Pereira, calciatore brasiliano
- 1997 - Rebecka Blomqvist, calciatrice svedese
- 1997 - Bryce Brown, cestista statunitense
- 1997 - Emily Burns, calciatrice canadese
- 1997 - Lóránd Fülöp, calciatore rumeno
- 1997 - Gianluca Galassi, pallavolista italiano
- 1997 - Vinzenz Geiger, combinatista nordico tedesco
- 1997 - Néstor Giménez, calciatore paraguaiano
- 1997 - Lia Kali, cantautrice e rapper spagnola
- 1997 - Aıbar Jaqsylyqov, calciatore kazako
- 1997 - Raman Juzapčuk, calciatore bielorusso
- 1997 - Furkan Korkmaz, cestista turco
- 1997 - Elisa Meneghini, ex ginnasta italiana
- 1997 - Emre Mor, calciatore turco
- 1997 - Lorenzo Petrarca, pilota motociclistico italiano
- 1997 - Bernhard Seikovits, giocatore di football americano austriaco
- 1997 - Julia Zigiotti Olme, calciatrice svedese
- 1998 - Anton Grammel, sciatore alpino tedesco
- 1998 - Sydney Hilley, pallavolista statunitense
- 1998 - Bindi Irwin, attrice e personaggio televisivo australiana
- 1998 - Mondli Mpoto, calciatore sudafricano
- 1998 - Soleil Patterson, ex sciatrice alpina canadese
- 1998 - Cailee Spaeny, attrice statunitense
- 1999 - Axel Bassani, pilota motociclistico italiano
- 1999 - Andrea Cosoli, tuffatore italiano
- 1999 - Timothy Fayulu, calciatore svizzero
- 1999 - Kyron Johnson, giocatore di football americano statunitense
- 1999 - Nicholas Mickelson, calciatore norvegese
- 1999 - Hannes Orlamünder, slittinista tedesco
- 1999 - Manor Solomon, calciatore israeliano
- 1999 - Agustín Tapia, sportivo argentino
- 1999 - Aggelos Tsiggaras, calciatore greco
- 2000 - Filip Antonijević, calciatore serbo
- 2000 - Nina Astner, sciatrice alpina austriaca
- 2000 - Valerija Berežna, nuotatrice artistica ucraina
- 2000 - Leonardo Campana, calciatore ecuadoriano
- 2000 - Isac Hedström, sciatore alpino svedese
- 2000 - Kévin Mouanga, calciatore francese
- 2000 - Yira Sor, calciatore nigeriano

## XXI secolo(34)
- 2001 - Alaa Ghram, calciatore tunisino
- 2001 - Chiamamifaro, cantautrice italiana
- 2001 - Drake London, giocatore di football americano statunitense
- 2001 - Hugo Page, ciclista su strada francese
- 2001 - Martina Sambucini, modella italiana
- 2001 - Alex Tamm, calciatore estone
- 2001 - Stan Van Dessel, calciatore belga
- 2001 - Joshua Yong, nuotatore australiano
- 2001 - Franjo von Allmen, sciatore alpino svizzero
- 2002 - Stelios Andreou, calciatore cipriota
- 2002 - Lachlan Bayliss, calciatore neozelandese
- 2002 - Ivan Bessonov, pianista e compositore russo
- 2002 - Elisa Cosetti, tuffatrice italiana
- 2002 - Liam Gillion, calciatore neozelandese
- 2002 - Ryōma Kimata, snowboarder giapponese
- 2002 - Jamal Shead, cestista statunitense
- 2002 - Manex Silva, fondista brasiliano
- 2002 - Benjamin Tanimu, calciatore nigeriano
- 2002 - Joao Urbáez, calciatore spagnolo
- 2002 - Rein Van Helden, calciatore belga
- 2003 - Hugo Bolin, calciatore svedese
- 2003 - Jorge Miguel Castro Monteiro, calciatore portoghese
- 2003 - Ismaël Doukouré, calciatore francese
- 2003 - Jader, calciatore brasiliano
- 2003 - Mexx Meerdink, calciatore olandese
- 2004 - Hillary Diaz, calciatrice francese
- 2004 - Tatum Grosdidier, sciatrice alpina statunitense
- 2004 - Warren Madrigal, calciatore costaricano
- 2004 - Christian Ordoñez, calciatore argentino
- 2004 - Severin Schlegel, calciatore liechtensteinese
- 2004 - Nikolai Hopland, calciatore norvegese
- 2005 - Cam Christie, cestista statunitense
- 2005 - José Pachuca, calciatore messicano
- 2007 - Marija Zdorovcova, nuotatrice artistica ucraina